# Соммет-центр
«Бріджстоун Арена» (англ. Bridgestone Arena) — спортивний комплекс у Нашвілл, Теннессі (США), відкритий у 1996 році. Місце проведення міжнародних змагань з кількох видів спорту і домашня арена для команди Нашвілл Предаторс, НХЛ.

## Місткість
- Баскетбол 19 395
- Хокей із шайбою 17 113
- Концерт 20 000
- Театр 5 145